# Tom Vanhoudt
Tom Vanhoudt (ur. 28 lipca 1972 w Diescie) – belgijski tenisista, reprezentant w Pucharze Davisa.

## Kariera tenisowa
Karierę zawodową Vanhoudt rozpoczął w 1991 roku, a zakończył w 2005 roku, skupiając swoje umiejętności głównie na grze podwójnej, w której zwyciężył w jednym turnieju kategorii ATP World Tour oraz osiągnął jeden finał.
W reprezentacji Belgii w Pucharze Davisa startował w latach 1991–2002, rozgrywając w deblu dziewięć meczów, z których cztery wygrał.
W rankingu gry pojedynczej Vanhoudt najwyżej był na 203. miejscu (15 kwietnia 1996), a w klasyfikacji gry podwójnej na 36. pozycji (10 września 2001).

### Finały w turniejach ATP World Tour
| Legenda                                      |
| -------------------------------------------- |
| Wielki Szlem                                 |
| Igrzyska olimpijskie                         |
| Tennis Masters Cup / ATP Finals              |
| ATP Masters Series / ATP Tour Masters 1000   |
| ATP International Series Gold / ATP Tour 500 |
| ATP International Series / ATP Tour 250      |

#### Gra podwójna (1–1)
| Końcowy wynik | Nr | Data             | Turniej  | Nawierzchnia    | Partner         | Przeciwnicy                  | Wynik finału   |
| ------------- | -- | ---------------- | -------- | --------------- | --------------- | ---------------------------- | -------------- |
| Zwycięzca     | 1. | 29 sierpnia 1993 | Umag     | Ceglana         | Filip Dewulf    | Jordi Arrese Francisco Roig  | 6:4, 7:5       |
| Finalista     | 1. | 4 lutego 2001    | Mediolan | Dywanowa (hala) | Johan Landsberg | Paul Haarhuis Sjeng Schalken | 6:7(5), 6:7(4) |